# Jean-François Rémi
Jean-Francois Rémi (nascido Jacques-Pierre Poli), (Olmeto, 16 de novembro de 1927 — Boulogne-Billancourt, 21 de dezembro de 2007) foi um ator e diretor francês de origem corsa.